# 華屋与兵衛
華屋 與兵衛（はなや よへえ、1799年 - 1858年、別名：小泉與兵衛、花屋與兵衛）は、江戸時代の寿司職人。
江戸前の握り寿司考案者とされる。江戸三鮨のうちの一つ「与兵衛寿司」を開業した。

## 人物
霊岸島（東京都中央区にかつて存在した地名）生まれ。幼名は弥助（やすけ）。伝染病で両親を亡くしてしまった。
1810年に寿司屋を開店し、後に江戸両国に移った。文政（1818年-1830年）初期、押し寿司と違う江戸前の握り寿司を考案した。
1824年に「華屋」を開業。ワサビを使い、現在の寿司に非常に近いものを出したことから、一般には握り寿司の考案者とされる。他の業者と競い豪華な寿司を提供したことから、奢侈を禁じた天保の改革の際には他の寿司職人ともども投獄されている。明治時代に出版された書物には与兵衛が投獄された原因はアナゴ寿司にあったと伝えているだけ。
1858年に死去。60歳没。

## 与兵衛寿司跡
文政七年(1824年)に元町(現両国一丁目)に「華屋」という寿司屋を開店させ、現在の寿司のかたちのもとになる寿司を提供。その跡地、東京都墨田区両国１－８－９に標識が立っている。JR総武本線「両国駅」西口から徒歩6分350ｍ。

## フィクション
漫画
- すしいち! 小川悦司、リイド社、全8巻
主人公の先達として登場。与兵衛の息子が主人公のライバルとなる。
- 喧嘩寿司～元祖すし職人 華屋與兵衛～ 原作:白川晶、作画:山本貴嗣、ホーム社、全4巻（3巻、4巻は電子書籍のみ）
若き日の華屋与兵衛が主人公
- 元祖江戸前 寿し屋與兵衛 内山まもる、双葉社、全5巻
現代を舞台に華屋与兵衛の生まれ変わりの男が主人公

小説
- 華屋与兵衛謎の生涯 馬場啓一、夏目書房
- 屋台ずし・華屋与兵衛事件帖 辻あかり、祥伝社
- 両国 月の縁 華屋与兵衛人情鮨 本庄慧一郎、廣済堂出版
- 川千鳥夕千鳥 華屋与兵衛人情鮨 本庄慧一郎、廣済堂出版